# Tesoura-cinzenta
Caça-moscas-rabilongo ou tesoura-cinzenta (Muscipipra vetula) é uma espécie de ave da família Tyrannidae. É a única espécie do género Muscipipra.
Pode ser encontrada nos seguintes países: Argentina, Brasil e Paraguai.
Os seus habitats naturais são: florestas subtropicais ou tropicais húmidas de baixa altitude, regiões subtropicais ou tropicais húmidas de alta altitude e florestas secundárias altamente degradadas.